# Buría
Buría est l'une des trois paroisses civiles de la municipalité de Simón Planas dans l'État de Lara au Venezuela. Sa capitale est Manzanita.

## Géographie

### Démographie
Hormis sa capitale Manzanita, la paroisse civile comporte plusieurs localités, dont :
- Arenales
- Buría de Londres
- Cabimba
- Cordubare
- El Merey
- Los Mangos
- Maluenda
- Manzanita